# Бабаликашвили, Израиль Ааронович
Израиль Ааронович Бабаликашвили (груз. ისრაელ ბაბალიკაშვილი, 20 декабря 1899, Кутаиси — 9 июля 1971, Тбилиси) — раввин, общественный деятель.
Израиль Бабаликашвили родился в бедной еврейской семье. В детстве посещал хедер (начальную еврейскую школу). Позже продолжил обучение под руководством раввинов Рубена Элуашвили и Шимона Левитина, после чего получил хорошие рекомендации и отправился в город Ростов-на-Дону для обучения в иешиве Томхей тмимим.
Израиль Бабаликашвили был впервые арестован в 1934 году, за распространение иудаизма. После освобождения продолжил свою деятельность. В 1937 году снова был арестован, но через несколько месяцев освобождён. В 1939 году помогал историку Аарону Крихели в создании этнографического музея. В 1953 году был арестован вновь, теперь в связи с Делом врачей.
Рабби Израиль с 1936 года вёл записи на грузинском языке, тетрадь с которыми назвал «Тетрадь о помыслах и стремлениях, о печалях и радостях».
Похоронен в Тбилиси рядом с сыновьями.
Жена — Малка Бабаликашвили (1907 – 1994), дети — Хая-Мерав (1930-2023), Ревекка (1932-2024), Нисан и Иосиф (1940-1968) . В 1990 году Малка с дочерьми и внуками репатриировалась в Израиль.
В 1999 году в Израиле был выпущен памятный буклет к столетию со дня рождения Бабаликашвили.